# Elysius amarua
Elysius amarua là một loài bướm đêm thuộc phân họ Arctiinae, họ Erebidae.